# Domenico Brusasorzi

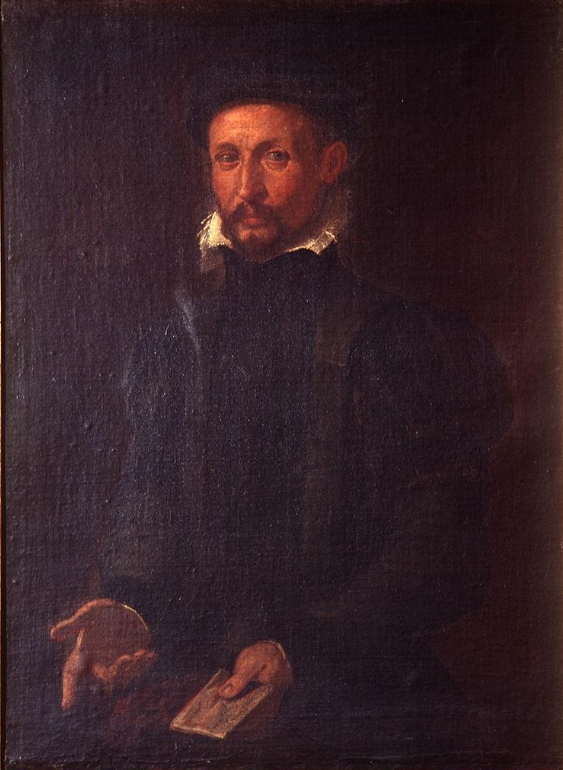
Domenico Brusasorzi, Selbstbildnis um 1561 (Uffizien)

Domenico Riccio, auch Domenico Ricci oder Domenico Ricci di Riccio und bekannt als Domenico Brusasorzi, andere Schreibweise Domenico Brusasorci, (* um 1516 in Verona; † 30. März 1567 ebenda) war ein italienischer Maler des Cinquecento. Er war der erste Maler aus Verona, der den manieristischen Stil übernahm, und beeinflusste eine Reihe von Malern, unter anderem Paolo Veronese. Zu seinen Schülern zählten Giovanni Battista Zelotti, Bernardino India und Paolo Farinato.

## Leben
Brusasorzi wurde um 1516 in Verona geboren. Sein Vater Agostino Ricci, der Name Brusasorzi taucht erstmals 1553 in Verona auf, war ebenfalls ein nicht unbedeutender Maler, der auch als Restaurator und Miniaturmaler tätig war. Die Vorfahren väterlicherseits stammten ursprünglich aus Chiavenna in der Lombardei und waren wie andere Künstler- und Handwerkerfamilien zu einem unbekannten Zeitpunkt nach Verona gezogen.
Er erlernte die Malerei zunächst bei seinem Vater und perfektionierte sein Handwerk in der Werkstatt von Giovanni Francesco und seinem jüngeren Bruder Giovanni Caroto, mit denen sein Vater befreundet war. Bereits früh konnte er sich selbstständig machen. Zu seinen Jugendwerken zählt die in der Pinacoteca di Brera aufbewahrte Pala des heiligen Antonius des Großen und des Paulus von Theben von 1540.
Seine Heimatstadt Verona, in der er lebte und arbeitete, war zu dieser Zeit ein Schmelztopf zwischen dem venezianischen und dem toskanisch-römischen Kulturbereich. In diesem kulturellen Umfeld erlangte Brusasorzi seine Reife als Maler.
Zwischen 1540 und 1550 arbeitete er unter anderem in den Kirchen Sant’Eufemia und Santa Maria in Organo. Seine Landschaftsbilder in der Sakristei von Santa Maria in Organo stellen einen wichtigen Entwicklungsschritt der Veroneser Landschaftsmalerei dar. In der zweiten Hälfte der 1540er Jahre arbeitete er unter der Leitung von Michele Sanmicheli zusammen mit anderen Künstlern an der Ausgestaltung des Palazzo Canossa in Verona.
1552 erhielt er von Kardinal Ercole Gonzaga zusammen mit Paolo Veronese, Paolo Farinato, Girolamo Mazzola Bedoli, Giulio Campi und anderen den Auftrag, die Altarretabel für den Dom von Mantua zu fertigen. Mit dem Auftrag konnte sich Domenico Brusasorzi endgültig als Maler profilieren.
Im Anschluss freskierte er zusammen mit Veronese und Zelotti den von Andrea Palladio entworfenen Palazzo Iseppo Porto in Vicenza. Sein Fresko Caduta dei Giganti ähnelt im Aufbau und in der Farbwahl dem Werk von Giulio Romano im Palazzo del Te in Mantua. Die Annäherung an den manieristischen Stil des Giulio Romano sollte sich auch bei den nachfolgenden Werken herauskristallisieren. Im November 1558 war er erneut in der Stadt am Bacchiglione und dekorierte mit anderen den Palazzo Chiericati.
Nun folgte ein Auftrag dem anderen. Anfang der 1560er Jahre löste er sich etwas vom Manierismus, was sich insbesondere in einer sensibleren Farbwahl äußerte. In dieser Zeit arbeitete er überwiegend in Verona, unter anderem in Santo Stefano sowie in den Kirchen San Giorgio in Braida und Santissima Trinità in Monte Oliveto. 1564 erhielt er von Giovan Battista Bertani einen Auftrag für die Gestaltung der Pala des Hauptaltars der Basilika Palatina di Santa Barbara in Mantua.
Zu seinen Spätwerken und zugleich bedeutendsten Arbeiten gehören der 40 m lange und über 2 m hohe Freskenzyklus, der den Krönungsritt von Kaiser Karl V. und Papst Clemens VII. 1530 in Bologna zum Motiv hat und von Brusasorzi im Palazzo Ridolfi-Da Lisca in Verona gefertigt wurde. Eines seiner letzten Werke war ebenfalls eine Freskenzyklus, mit dem er 1566 im Auftrag von Agostino Valier den Synodensaal des bischöflichen Palais seiner Heimatstadt schmückte. Das Fresko zeigt den heiligen Petrus und 108 Veroneser Bischöfe, die von Landschaftsbildern eingerahmt sind. Von 1566 ist auch die Pala des Hauptaltars der Kirche San Lorenzo.
Domenico Brusasorzi starb am 30. März 1567 in Verona. Laut Vasari betätigte sich Brusasorzi auch als Musiker und war Gründungsmitglied der 1543 in seiner Heimatstadt gegründeten Accademia filarmonica. Er war mehrmaliger Familienvater. Drei seiner Kinder Felice, Giovanni Battista und Cecilia traten in die Fußstapfen ihres Vaters und widmeten sich ebenfalls der Malerei.

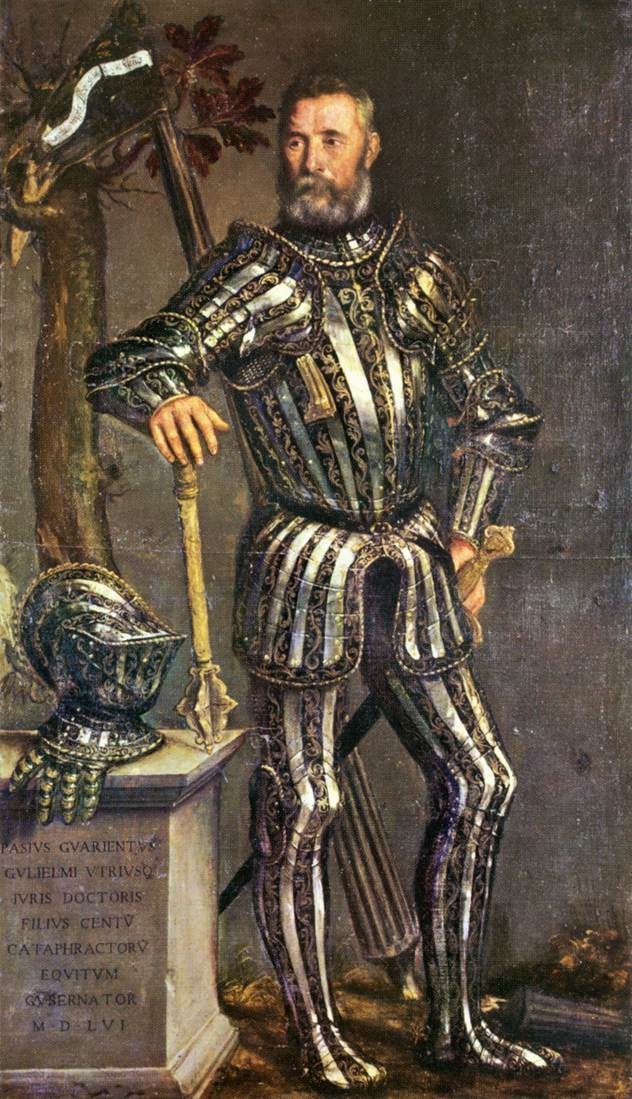
Porträt von Pase Guarienti (Castelvecchio)
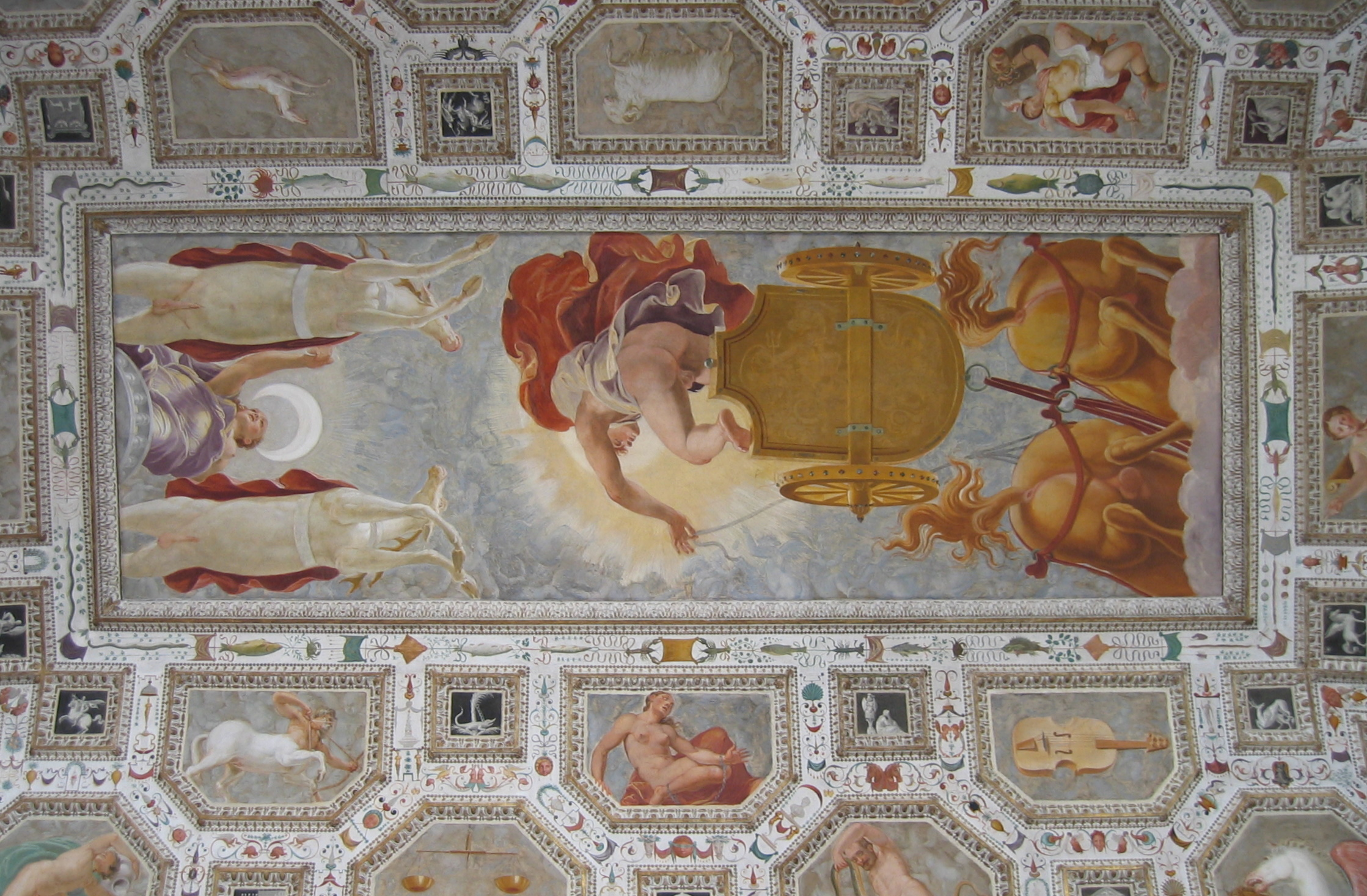
Deckenfresko im Palazzo Chiericati (Vicenza)
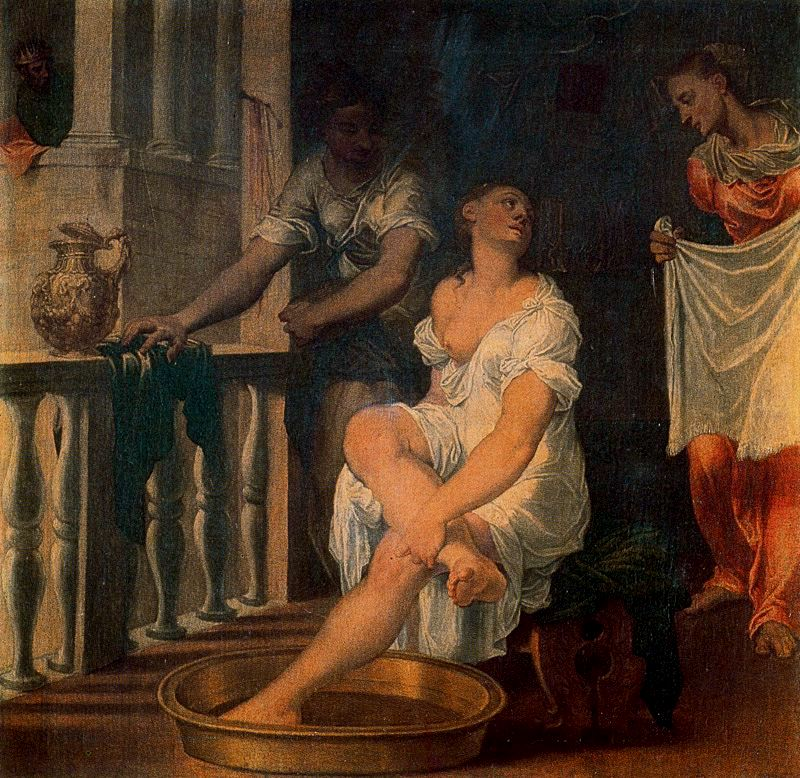
Batseba beim Baden (Uffizien)
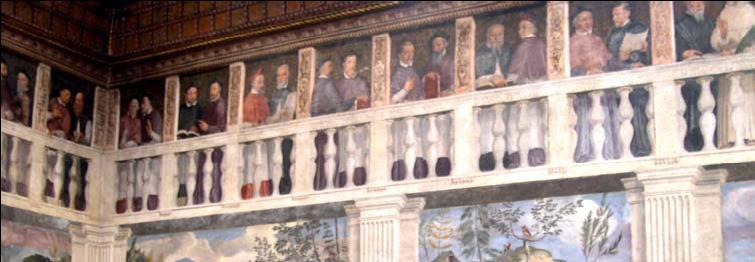
Freskenzyklus im bischöflichen Palais (Verona)